# フレンチタウンの戦い
フレンチタウンの戦い（英: Battle of Frenchtown、またはレーズン川の戦い、英: Battle of the River Raisin、またはレーズン川の虐殺、英: River Raisin Massacre）は、米英戦争の1813年1月18日から23日にかけて起こった一連の戦闘である。アメリカ合衆国ミシガン準州フレンチタウン（現在はミシガン州モンロー市）にあるレーズン川近くで、アメリカ軍とイギリス軍および同盟インディアンの間で戦われた。
1813年1月18日、アメリカ軍は、イギリス軍および同盟インディアンが占領していたフレンチタウンから、比較的小さな戦闘でその撤退を強いた。アメリカ軍は前年夏のデトロイト包囲戦によってデトロイト市を失っており、北方に進軍してデトロイト市を奪還するための大きな作戦の一部としてこの戦いが始まった。18日はアメリカ軍が成果を上げたが、イギリス軍および同盟インディアンが再結集し、4日後の22日に急襲をかけて反撃した。この日の戦闘で、アメリカ兵397名が戦死し、数百人が捕虜になった。さらに翌日に起こったインディアンによる虐殺により、捕虜の中の数十人が殺された。この戦闘はミシガン州の領域内で起こった戦闘としては最も損失の大きなものであり、また米英戦争中の単一戦闘としても戦死したアメリカ兵の数が最も多いものとなった。
戦場跡の一部は近年になってレーズン川国立戦場跡公園に指定され、アメリカ合衆国国立公園局の国定戦場跡公園に含まれるのを待っている状態である。

## 戦闘の名称
「フレンチタウンの戦い」という名称はミシガン準州フレンチタウンの中で起きたので名付けられたが、戦場の大半は現在法人化されたモンロー市の中に入っている。この名前は1月22日に起こった戦闘のみに使われることがあり、1月18日の戦闘は第一次レーズン川の戦いと呼ばれたり、あるいは単に1月22日の大きな戦闘の前哨戦とされることもある。1月18日から22日までの戦闘全体を総称して、戦闘（Battle）を英語では複数形にすることもある。戦闘は1月18日に始まったが、最大のものは22日であり、数日間続いていた可能性もある。
レーズン川近くで起こったので「レーズン川の戦い」と呼ばれることも多い。1月18日のものを第一次レーズン川の戦いと呼び、22日のものを第二次レーズン川の戦いと呼び分けることもある。「レーズン川の虐殺」という名前はアメリカ軍が降伏した翌日1月23日に起きたことを指して使われる。この日、イギリス側インディアンが、捕虜として傷が重く歩けないようなケンタッキー州の志願兵数十人を殺した。

## 背景

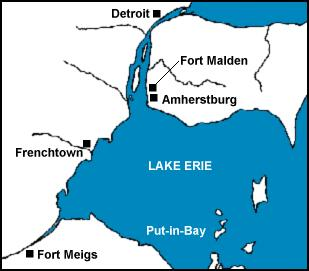
フレンチタウンとデトロイト砦の位置

1812年8月17日、アメリカ軍北西方面軍を指揮していたウィリアム・ハル准将が、駐屯するデトロイト砦をイギリス軍に包囲された後に、全部隊で降伏した。イギリス軍はこの成功により、多くのインディアンを味方に付けることができた。ハル将軍は後にデトロイト砦における不名誉な行動について軍法会議に掛けられ、死刑を宣告された。しかし、ジェームズ・マディソン大統領が、アメリカ独立戦争におけるハルの功績を認め、刑を減じて軍隊からの解雇に留めた。
当時、アメリカ軍がイギリス領アッパー・カナダに侵略するとすれば、デトロイト砦は重要な前線基地だった。それがイギリス軍に占領されたために、ミシガン準州内ではイギリス軍の勢力を増させることになった。デトロイト砦が占領された後、フレンチタウン周辺の民兵隊も降伏し、武装解除された。フレンチタウンはデトロイト砦の南僅か25マイル (40 km) にあり、町の住人は地域を占領しているイギリス軍とインディアンの脅威に怯えた。町民はアメリカ軍が再結集して侵入者をアッパー・カナダまで追い返すよう嘆願を行った。
ハルの解職後、ジェイムズ・ウィンチェスター准将が北西方面軍の指揮を任された。ウィンチェスターは北方へ押しだしてデトロイトを回復するよりも、さらに小さな望みしか無く不人気だったので、方面軍指揮官職をウィリアム・ハリソン少将に渡すことになった。ウィンチェスターは北西方面軍の次官になった。指揮官としてのハリソンの最初の作戦は軍を北に動かしてデトロイト砦を奪い返すことだった。このために軍を2つに分け、1つを自ら率い、もう1つをウィンチェスターに預けた。一方デトロイト砦周辺を守るイギリス軍のヘンリー・プロクター准将は地域のイギリス兵を全て集め、さらにショーニー族指導者テクムセの下に同盟インディアン約500名も集めた。テクムセはフレンチタウンの戦いにも居たが、戦闘に参加することは無かった。

## 第一次レーズン川の戦い

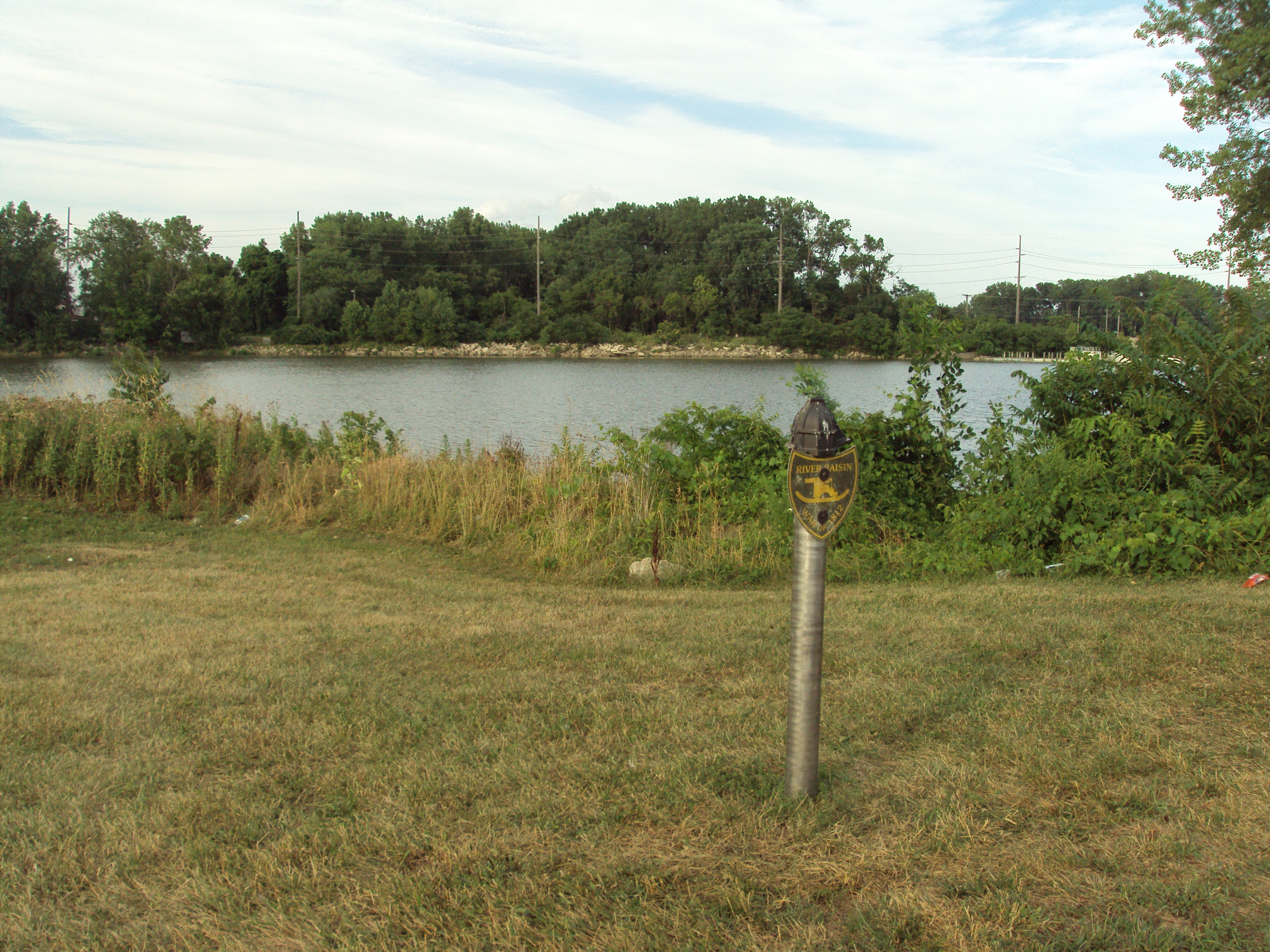
ルイス隊が1813年1月18日にこの場所で凍ったレーズン川を渉ったことを示す歴史標識、

北西方面軍副指揮官のジェイムズ・ウィンチェスターは、訓練の足りない正規兵と志願兵約1,000名を率いた。その大半はケンタッキー州出身だった。ウィリアム・ハリソン少将はウィンチェスターに、フレンチタウンの南約30マイル (50 km)、モーミー川近く（現在のペリーズバーグ）で、ハリソン隊を何時でも支援できる位置にいるよう命令した。ウィンチェスターはその命令を無視し、レーズン川沿いに北のフレンチタウンに救援のための小部隊を派遣した。
ウィリアム・ルイス中佐がこの部隊を率い、凍ったモーミー川を越え、エリー湖岸沿いにレーズン川に進んだ。その部隊は667名のケンタッキー州兵と約100名の地元フランス人民兵で構成されていた。1813年1月18日、ルイスは凍ったレーズン川を渉り、イギリス軍とインディアンの宿営地に攻撃を掛けさせた。そこにはエセックス民兵の63名と3ポンド砲1門、さらに約200名のポタワトミ族がいた。短時間の戦闘が起こり、アメリカ軍はイギリス軍と同盟インディアンを後退させた。カナダ兵がインディアンの銃に支えられながら数回アメリカ軍前線への突撃を試みた。戦闘は数時間、散発的に続いた。その後ルイス隊はフレンチタウンを取り戻した。この小競り合いが後に第一次レーズン川の戦いと呼ばれるようになった。
インディアンはフレンチタウンから後退する途中でレーズン川の北約2マイル (3 km) にあったサンディクリークという小さな開拓地を襲った。そこは1780年に入植されていた。家屋16棟全てが焼かれ、少なくとも住民2人が殺された。サンディクリークの町はその後再建されなかった。

## 第二次レーズン川の戦い
フレンチタウンを奪回した後、ジェイムズ・ウィンチェスター准将と残り部隊は2日後の1月20日にルイス隊と合流した。ウィンチェスターは命令には無い行動を採ったが、ハリソンはルイスの成功を喜んでいた。しかし、ハリソンはイギリス軍が力を結集させれば、ウィンチェスター隊の小さな勢力を上回ることになると怖れた。ハリソンは第17歩兵連隊の一部など援軍にフレンチタウンに移動するよう命じた。続いてウィンチェスターには、その陣地を守り、次の戦闘に備えるよう命じた。
ウィンチェスター隊の兵士は大半が訓練を受けておらず、経験も足りなかった。18日の戦闘が大半の者にとっての初陣だった。さらにウィンチェスターの作戦立案はお粗末なものだった。弾薬など必要な物資はモーミー川から先に持ってきていなかった。町の周りの防柵は強化されず、第17歩兵連隊の正規兵はその壁の外で宿営した。最初の戦闘から数日経って、地元住民がウィンチェスターに、大型のイギリス軍がフレンチタウンに向かっていると報告した。ウィンチェスターはその警告を無視し、イギリス軍が「何かをできるようになるまでには数日かかる」と主張した。ウィンチェスターの部隊はフレンチタウン全体に宿営していた。哨兵や警戒兵を置くこともなく、夜には町の南にある作戦本部としていたナバレの家に戻った。

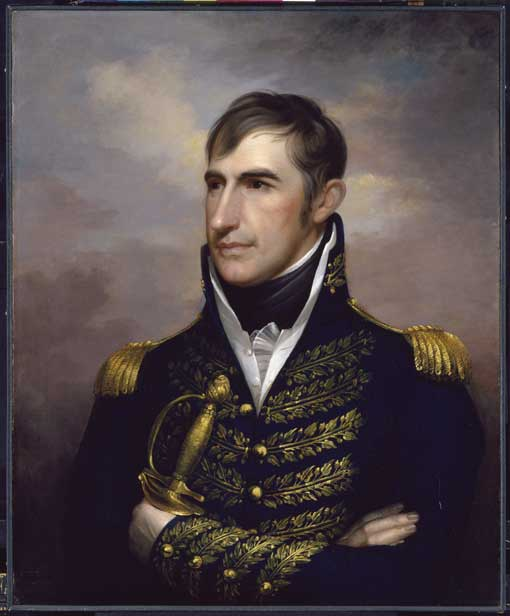
ウィリアム・ハリソン将軍、最初の戦闘後ウィンチェスターにその陣地を守るよう伝えていた。ハリソン隊2回目の戦闘に間に合わなかった

デトロイト周辺のイギリス軍指揮官ヘンリー・プロクター准将は、フレンチタウンがアメリカ軍に取り返されたことを聞くと、モルデン砦から部隊を率い、アッパー・カナダからデトロイト川を渡ってミシガンに侵入してきた。その部隊は第41歩兵連隊とロイヤル・ニューファンドランド守備隊からの正規兵597名に加えて、インディアン約800名がいた。ショーニー族指導者テカムセがこの地域に居たがフレンチタウンの戦いには参加しなかった。テカムセはインディアンの指揮をワイアンドット族酋長のラウンドヘッドとウォークインザウォーターに任せていた。インディアンの中にはショーニー族、ポタワトミ族、オタワ族、チッペワ族、デラウェア族、マイアミ族、ウィネベーゴ族、クリーク族、ソーク族、フォックス族の者が入っていた。プロクターの砲兵隊は橇に曳かせた6門の3ポンド砲があった。プロクターは1月21日に、戦闘に備えるためにレーズン川の北約5マイル (8 km) で停止させた。
プロクター隊は1月22日夜明け前にアメリカ軍を急襲した。第41歩兵連隊と共に行軍していたカナダ人志願兵ジョン・リチャードソンは、「22日夜明け前、敵が見えるところまで来ていた...彼等の守りがぬるかったので...われわれの半分しかできていない陣形が守備側のマスケット銃射程内に入ったときは、我々の存在に気付いていないようだった」と後に記していた 。
ウィンチェスター将軍は砲声で目が覚め戦場に急いだが、途中でインディアンに捕まえられた。ラウンドヘッド酋長がその制服を剥いでからイギリス軍に渡したので、彼はナイトシャツで捕まえられたという伝説ができた。アメリカ軍は散り散りとなり、戦える位置にはどこにも居なかった。大半が新兵ばかりだった第17歩兵連隊は野外で戦闘に巻き込まれて、隊列を作れず逃亡した。その隊長であるウィリアム・アレン大佐は頭を撃たれて死亡し、頭皮を剥がれた。多くの者が降伏しようとして武器を置いたが、インディアンの銃で撃たれるかトマホークで殺されるだけだった。その他の部隊兵も逃げようとしたが、大半が追いつめられ殺された。少数の者が靴を脱ぎ雪の中をストッキングだけで走ったので、足跡がモカシンのもののように見え、逃げ延びることができた。イギリス軍が大きな納屋を占領したが、アメリカ軍のウィリアム・オーランド・バトラーがそれに火を付けたので、そこを遮蔽物にしていた者達を出てこさせた。
ケンタッキー州のライフル連隊が町を死守し続けた。彼等はイギリス軍の砲兵や歩兵の多くを殺したが、遂には弾薬が尽きた。ウィンチェスターは、プロクターから残存部隊に降伏を命令するよう強制された。さもなければ残存部隊は全て殺されたであろうし、フレンチタウンの町も焼かれたであろう。プロクターは無条件降伏を要求し、ウィンチェスターが既に捕虜になっていたので、その反論は拒んだ。まだ戦場で指揮を執っていたジョージ・マディソン少佐が、兵士は戦争捕虜として保護されるという条件で降伏すると言って、プロクターを説得した。
イギリス軍が白旗を掲げるのを見たケンタッキー州ライフル連隊の兵士は、休戦を要求しているものだと考えた。しかしイギリス軍士官はウィンチェスター将軍からの降伏命令を伝えていた。アメリカ兵はこれを拒んで、インディアンを信用するよりも死ぬまで戦い続けると言ったが、さらに3時間以上戦い続けた後で、ジョージ・マディソン少佐が正式に降伏宣言を出した。
イギリス軍はインディアンにフレンチタウンを破壊させようと何度か試みたが、ポタワトミ族は彼等が開拓者に土地を与えたのであり、これ以上開拓者に災いをもたらしたくないと考えたので、それを拒んだ。

## レーズン川の虐殺

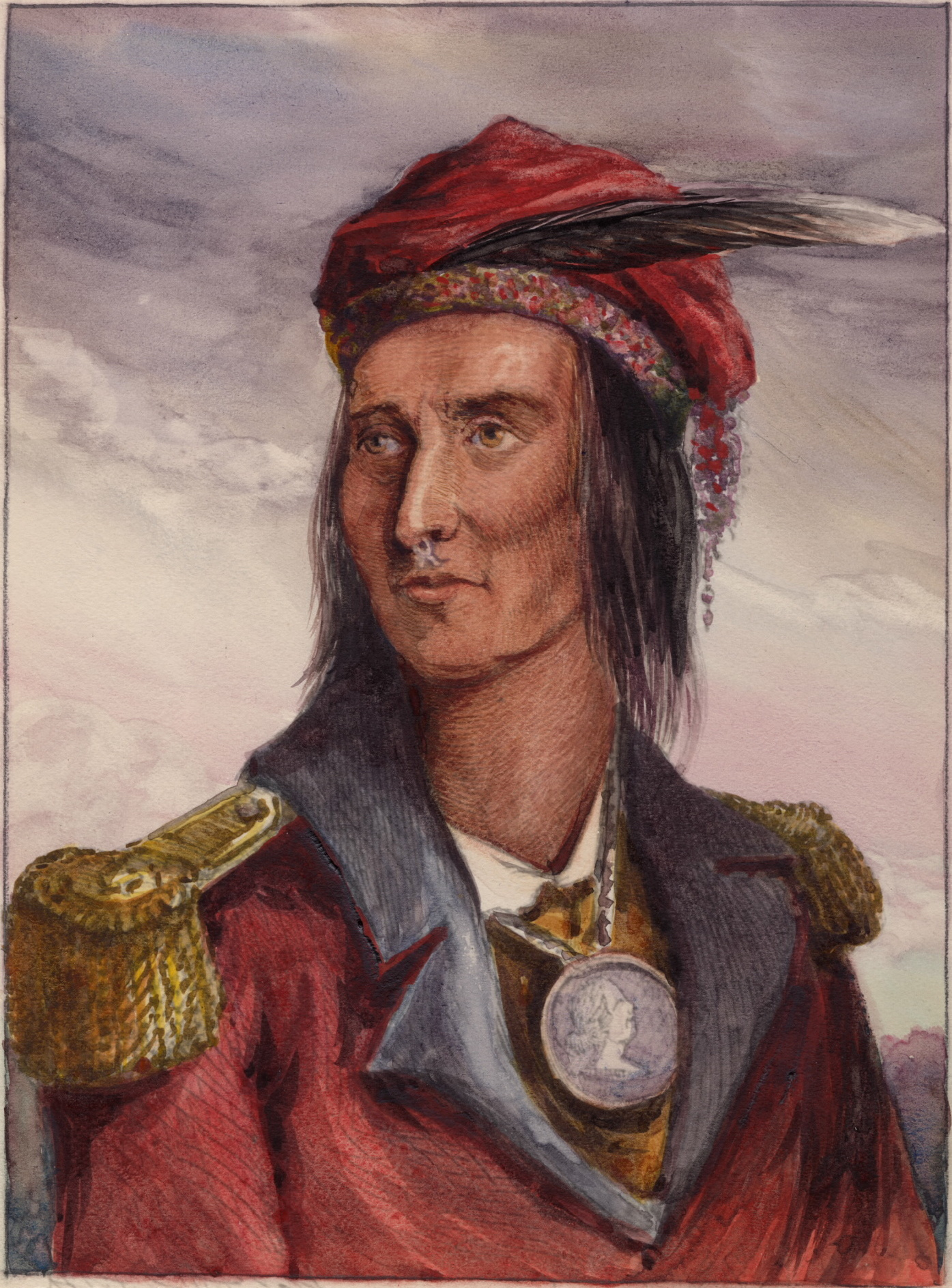
テクムセ、インディアン部隊を指揮していたが、フレンチタウンの戦いや虐殺の現場には居なかった

アメリカ軍降伏の直後に、ケンタッキー州出身兵の中にはその士官と議論になり、その降伏が敵の手によっていずれにしても死に繋がることを怖れ「戦場で死んだ方が良い」という者がいた。しかし、降伏の直後に戦闘は止んだ。当初少なくとも300名のアメリカ兵が殺されたと推計され、500名以上が捕虜になった。捕虜の数が多かったのでプロクターはどのように対処してよいか分からず、ウィンチェスター敗北の報せがウィリアム・ハリソンに届けばより強力な部隊を送って来るであろう場合に備えて、急ぎ退却したいと考えた。負傷していない捕虜は歩いて北に進ませ、凍ったデトロイト川を渡ってモルデン砦に行かせれば良かったが、負傷して歩けない捕虜はフレンチタウンに残された。プロクターは負傷したアメリカ兵捕虜を運ぶために橇が到着するまでもう1日待ったが、アメリカ軍の大軍が南から進んできていることを怖れた。
しかし1月23日朝、インディアが負傷したアメリカ兵からの略奪を始めた。歩くことのできるアメリカ兵はモルデン砦に向かって行進を始めていたが、重傷の者の多くは後に残され、単に殺されるだけだった。負傷兵を収容していた建物に火が付けられた。燃える建物から逃げ出せた者はさらに逃げようとする間に殺され、動けない者は火事の中で死んだ。捕虜が北のデトロイト砦に向かって行進している間に、それに付いていけなくなった者も容赦なく殺された。生存者の証言では、「道には数マイルにわたって切り裂かれた死体が散乱した」となっている。負傷後にインディアンに殺された者の数は30名とも100名とも推計されている。
このアメリカ兵負傷者の不必要な殺人は後にレーズン川の虐殺と呼ばれるようになった。フレンチタウンの戦いで降伏した後に殺された者の数は、正確には分かっていない。虐殺そのものが実際の戦闘結果を覆い隠すほどにアメリカ人は憤慨し、レーズン川の虐殺の報せは国中に広まった。特にフレンチタウンの戦いとその後の虐殺で多くの兵士が倒れたケンタッキー州では衝撃的な報せとなった。「レーズン川を覚えていろ」という鬨の声が上がり、この戦争での従軍を申し出るケンタッキー州民を増やすことになった。

## 戦いの後

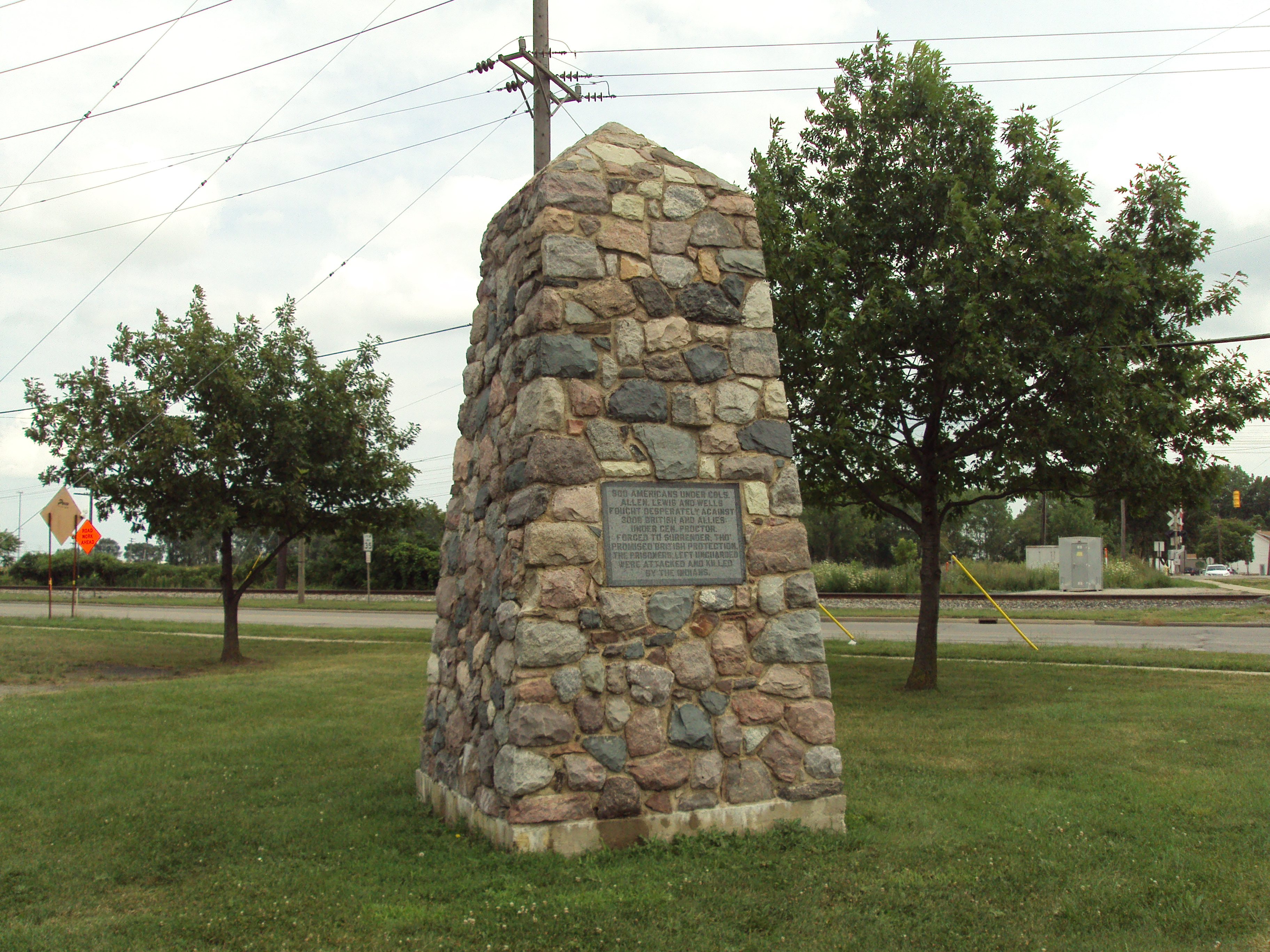
戦場跡に建てられたオベリスク、フレンチタウンの戦いでの戦没者を記念している

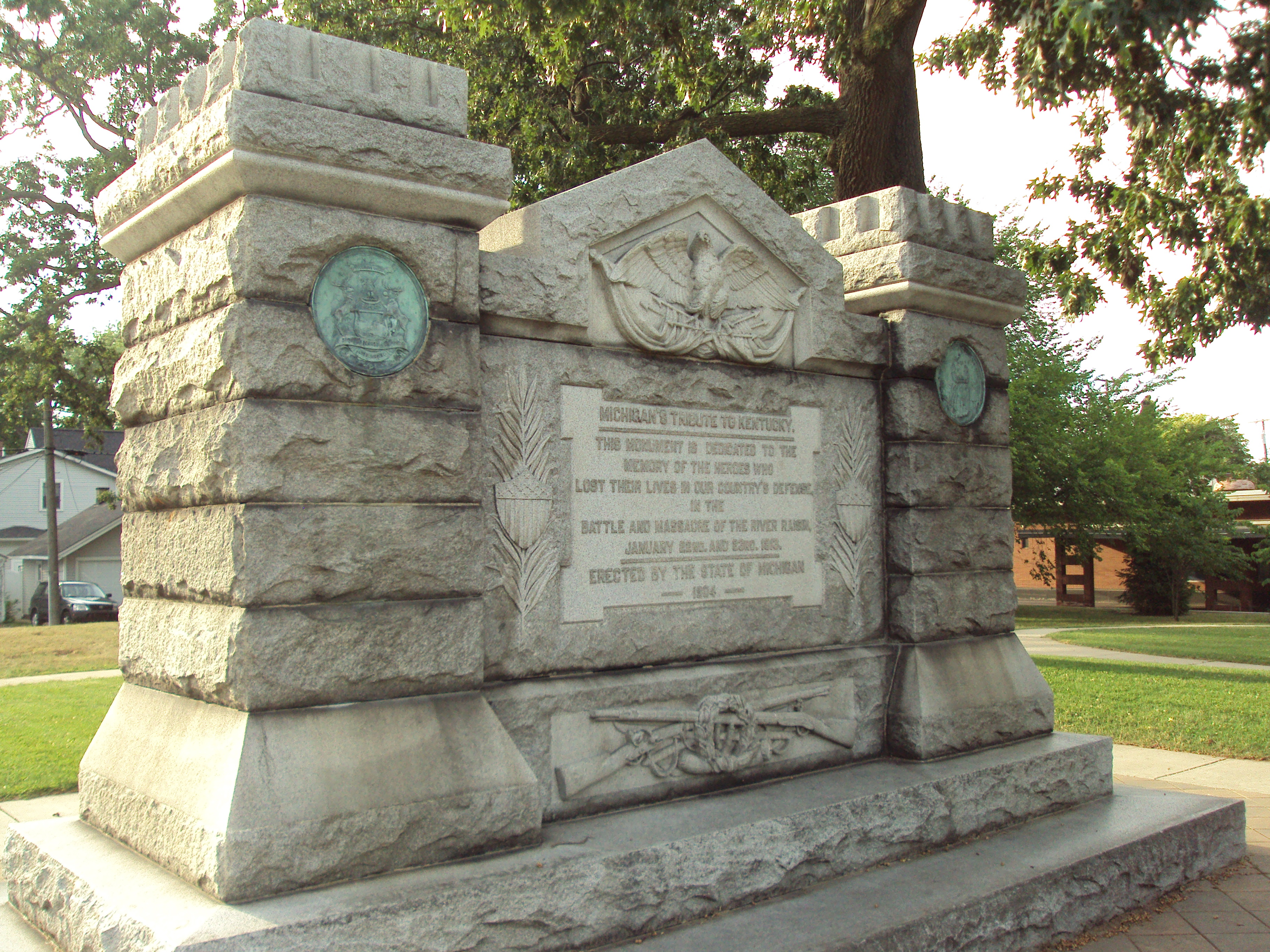
モンロー市中心街にあるこの記念碑はフレンチタウンの戦いで死んだケンタッキー州出身兵を記念している

1月18日の第一次レーズン川の戦いでどれだけの兵士が戦死したかは不明であるが、1月22日の戦闘では戦死397名、負傷27名という公式記録がある。またその後のレーズン川の虐殺で殺された者の数は不明だが、推計では最大100名となっている。戦闘から2週間後、ジェイムズ・ウィンチェスター准将は、部下の547名が捕虜になり、完全に戦場から逃げおおせたのは33名に過ぎないと報告した。捕虜の多くは2年以上後に戦争が終わるまでモルデン砦に拘束された。ウィンチェスター自身は1年以上拘禁された後に釈放され、軍務に復帰した。
ジェイムズ・ウィンチェスターはフレンチタウンでの惨憺たる敗北の責任をほとんど一人で負うことになった。第一次レーズン川の戦いで成果を上げた後に備えのない防御のままだったことが、部隊の敗北に繋がり、多くの戦死者を出すことに繋がった。モーミー川まで戻ってウィリアム・ハリソンの部隊と合流しておれば、勢力を増し、イギリス軍と同盟インディアンと戦えるだけの軍勢と準備を持ってフレンチタウンに戻ることができたはずである。ウィンチェスターはそれをせずに、イギリス軍と同盟インディアンが反撃してくるという情報を得たにも拘わらず、フレンチタウンに留まっていた。さらにハリソンの部隊が行軍中であり、間もなく到着することも知らなかった。第二次レーズン川の戦いでは早期に捕まってしまい、ヘンリー・プロクターの要請で部隊を降伏させた。その部隊は最初の急襲で多くの犠牲を出したが、ケンタッキー州兵が再結集してその宿営地を守るためにイギリス軍の3波の攻撃にも耐えた。ただし、ウィンチェスターからの降伏命令が来たときには弾薬が尽きかけていた。アメリカ兵が戦闘を長引かせておれば、ハリソン隊がフレンチタウンに到着し、流れを変えたかもしれない。
イギリス軍は24名が戦死、161名が負傷と報告したが、インディアンの損失は記録されていない。プロクターは戦闘直後に、ウィリアム・ハリソンが大軍をフレンチタウンに送ってくるのではないかと怖れ、やや北にあるブラウンズタウンに急撤退した。ハリソンはデトロイト砦奪還のための冬季作戦の中止を余儀なくされ、1813年9月10日に起きたエリー湖の湖上戦でアメリカ海軍が勝利した後に、デトロイト砦を取り戻すことになった。フレンチタウンについてはイギリス軍の強固な陣地だったが、1813年9月27日にケンタッキー州出身のリチャード・メンター・ジョンソン大佐が騎兵隊を率いてきてフレンチタウンを解放した。撤退したイギリス軍はアッパー・カナダまで押し返され、10月5日のテムズの戦いで敗北した。
フレンチタウンの戦いに参戦した第17および第19歩兵連隊からの流れを引く部隊として、現在のアメリカ陸軍に3部隊残っている。

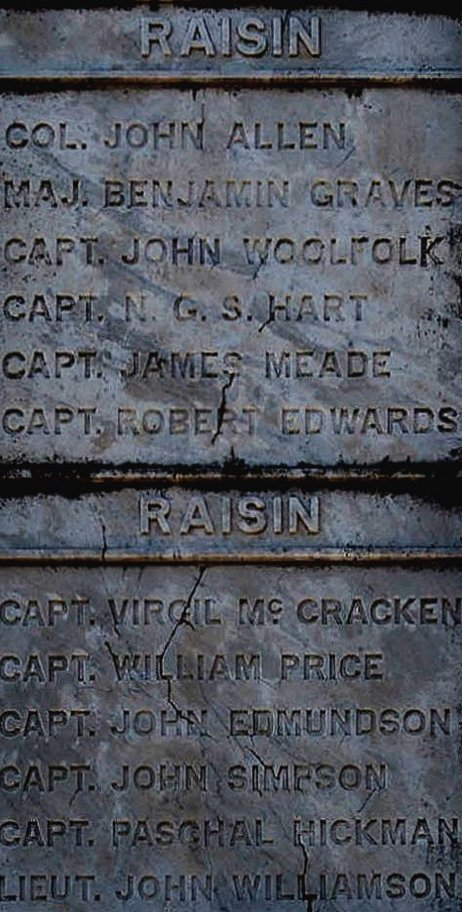
フレンチタウンで戦死したアメリカ軍士官の名前、
ケンタッキー州フランクフォートの戦争記念碑

ケンタッキー州では9つの郡がフレンチタウンの戦いに参戦した士官の名前を付けた。下記の9人であるが、ブランド・バラードのみが生還した。
- アレン郡 - ジョン・アレン中佐
- バラード郡 - ブランド・バラード少佐
- エドモンソン郡 - ジョン・エドモンソン大尉
- グレイブス郡 - ベンジャミン・フランクリン・グレイブス少佐
- ハート郡 - ナサニエル・G・S・ハート大尉
- ヒックマン郡 - パスチャル・ヒックマン大尉
- マクラッケン郡 - バージル・マクラッケン大尉
- ミード郡 - ジェイムズ・M・ミード大尉
- シンプソン郡 - ジョン・シンプソン大尉

モンロー市の戦場跡に近い通りの幾つかはフレンチタウンの戦いで戦った者に因んで名付けられている。例えばケンタッキー・アベニューやウィンチェスター通りである。さらにケンタッキー州出身兵の英雄的行為に対して、ミシガン州は1904年にモンロー市中心街に記念碑を建立した。この記念碑はサウスモンロー通り（ミシガン州道125号線）の西側、7番通りとの角にある。またこの場所には戦闘とその後の虐殺で亡くなった犠牲者の内、身元不明の者の遺骸も納めてある。戦闘が行われた中心地域は1956年2月18日にミシガン州歴史史跡に登録された。その場所はノース・ディキシー・ハイウェイ、レーズン川、デトロイト・アベニュー、メイソンラン・クリークに仕切られている。
戦場跡は1982年12月30日にアメリカ合衆国国家歴史登録財に指定され、国内に認知された。レーズン川国立戦場跡公園はオムニバス公有地管理法の成立と共に、2009年3月30日に法となった。この公園が完成に必要な資金を得られることになると、アメリカ合衆国国立公園局の管理する4つしかない国立戦場跡公園の1つとなった。